# Мувыр (Шарканский район)
Мувыр — деревня в Шарканском районе Удмуртской республики.

## География
Находится в восточной части Удмуртии на расстоянии приблизительно 15 км на запад по прямой от районного центра села Шаркан.

## История
Известна с 1764 года как починок Мувырской. В 1873 году здесь (деревня Мувырская) уже 22 двора, в 1893 — 34, в 1905 — 41, в 1924 — 50. До 2021 года административный центр Мувырского сельского поселения.

## Население
Постоянное население составляло 138 человек (1764), 174 (1873), 289 (1893), 362 (1905), 380 (1924, все удмурты), 331 (1924), 366 человек в 2002 году (удмурты 97 %), 328 в 2012.